# Brzeg
Brzeg (en alemán: Brieg) es un municipio urbano y una localidad del voivodato de Opole (Polonia), capital del distrito homónimo. Se encuentra en el suroeste del país y tiene una superficie de 14,61 km². En 2011, según la Oficina Central de Estadística polaca, tenía de 37 346 habitantes y una densidad de población de 2556 hab/km².